# 命売ります
『命売ります』（いのちうります）は、三島由紀夫の長編小説。自殺に失敗した男が「命売ります」という広告を出し、自分の命を捨て売りしてしまおうとする物語。死ぬことを恐れない主人公と、彼を利用しようとする人間たちとの間に繰り広げられるユーモラスな騒動がハードボイルド調の展開で進行する娯楽的な趣の中にも、現代社会における生と死や、次第に変化してゆく主人公の心理の逆説が描かれている。
1968年（昭和43年）、週刊誌『週刊プレイボーイ』5月21日号から10月8日号に全21回連載され、同年12月25日に集英社より単行本刊行された。三島生前の刊行本2種は、いずれも題名から本文に至るまで「売」ではなく「賣」という表記を採用している。文庫版は1998年（平成10年）2月24日にちくま文庫より刊行された。翻訳版は、中国（中題：性命出售）、英国（英題：Life for Sale）で行われている。
島田雅彦の『自由死刑』は、『命売ります』をヒントにして創作された。
なお、『命売ります』は三島没後45年の2015年（平成27年）に突如人気が広がり、ちくま文庫が1か月で7万部重版され、この年と翌2016年（平成28年）に ベストセラーとなる現象が起きた。

## あらすじ
広告会社に勤務する27歳のコピーライター・山田羽仁男は、ある日突然、新聞紙の活字が全てゴキブリに見え出し、世の中が無意味と感じて睡眠薬自殺を図るが失敗する。自殺しそこなった羽仁男の前には何だか空っぽな自由な世界がひらけ、三流新聞の求職欄に、「命売ります」という広告を出し、自室のドアには、「ライフ・フォア・セイル」と洒落たレタリングの紙を貼ってみた。
さっそく第一の依頼人の老人がやって来た。老人は、50歳年下の若妻・るり子が成金悪党の三国人の愛人となってしまったことを話し、羽仁男がるり子の間男となって2人でその三国人に殺されてほしいと依頼した。
羽仁男は老人の依頼に従い、るり子の部屋に行くが、彼女の話によると、その三国人は秘密組織・ACS（アジア・コンフィデンシャル・サーヴィス）の人間らしかった。羽仁男はるり子とベッド・イン中のところをベレー帽をかぶった三国人に見つかるが、殺されずに帰された。しかし、るり子は翌日隅田川で死体になって発見された。
次の依頼者は図書館の女司書であった。彼女はある外人らに、飲めば自殺したくなる薬の製法が載った甲虫図鑑を高額で売ったが、羽仁男にその薬の実験台となってもらい、再び彼らから金を貰おうとしていた。女は彼らがACSかもしれないということを匂わせていた。
外人一味の待つ芝浦の倉庫に羽仁男は女と行った。その薬は効き目がなかったが、羽仁男は自分のこめかみにピストルを当てた。しかしその瞬間、何故か女が羽仁男からピストルを奪い取り、彼女が自殺してしまった。女は羽仁男を愛してしまい身代わりになったのだった。またしても羽仁男は命拾いをした。
次の依頼者は井上薫という学生服の少年であった。薫は、吸血鬼の母親（未亡人）のために、羽仁男に犠牲の愛人になってもらいたいと頼んだ。依頼に従い羽仁男は、夫人に血を吸われ衰弱していきながら、荻窪の井上家で薫親子と家族のように仲良く暮した。
そして夫人は羽仁男と一緒に心中しようと、家に火をつける計画をし、薫を親戚の家に泊まらせた。しかしその日、羽仁男と夫人が最後の名残に公園へ散歩している時、羽仁男は煙草屋の前で倒れて救急車で運ばれた。夫人は家で1人焼身自殺し、またしても羽仁男だけは生き残った。
見舞いに来た薫の跡をつけ、次の依頼者の2人組が病院に現われた。彼らはB国と対立するA国大使の仲間のスパイで、羽仁男にB国大使館に潜入して毒の塗られた危険な人参スティックの中から、暗号解読のカギとなる人参を見つけてもらいたいと依頼した。羽仁男はその話を聞いただけで暗号解読のヒントを得て、B国大使館に潜入することなく事件を解決してしまった。
多額の報酬を得た羽仁男はしばらく中休みをするため、世田谷に引越先を探し、梅丘の周旋屋に来た。そしてそこで出会った30歳前の玲子の家に間借りすることとなった。彼女は元大地主だった両親の屋敷の離れに住み、つまらない妄想から自分が先天性梅毒で将来、発狂すると思い込み薬物に溺れてヒッピーとなっていた。
玲子は新宿で配られていた羽仁男の写真を持っていて彼の商売も知っていた。そして玲子は羽仁男に処女を捧げ、一緒に心中して私の命を買ってくれと羽仁男に言い出した。羽仁男は世間知らずの玲子の死を引きとめ、2人は傍目には新婚夫婦のように暮した。そんなある日、羽仁男は玲子と公園にいる時に偶然、第一の依頼者の老人を見つけた。老人は別れ際に、「君は遠くから監視されている。時期がきたら消されるだろう」と忠告していった。
玲子の夢は平凡な主婦になることであった。玲子は自分が将来発狂したら、羽仁男は自分を捨てると思い、羽仁男に毒をもろうとした。羽仁男はそんな玲子から逃げ出した。逃亡中、誰かが羽仁男の太腿に小さな針の発信機を刺していった。羽仁男は傷の手当てをし、ホテルを転々としたが、発信機のせいで怪しい男たちが常に付きまとっていた。
太腿の発信機に気づいた羽仁男はナイフでそれを取り去り、「死の恐怖」を感じながら池袋駅から飯能へ逃走した。しかし、しばらくその地で落ちついていたのも束の間、大型トラックに轢き殺されそうになった。羽仁男は商店街でストップウォッチを買い、木工所で木箱を作ってもらい、小型爆弾に似せたものを持ち歩いた。

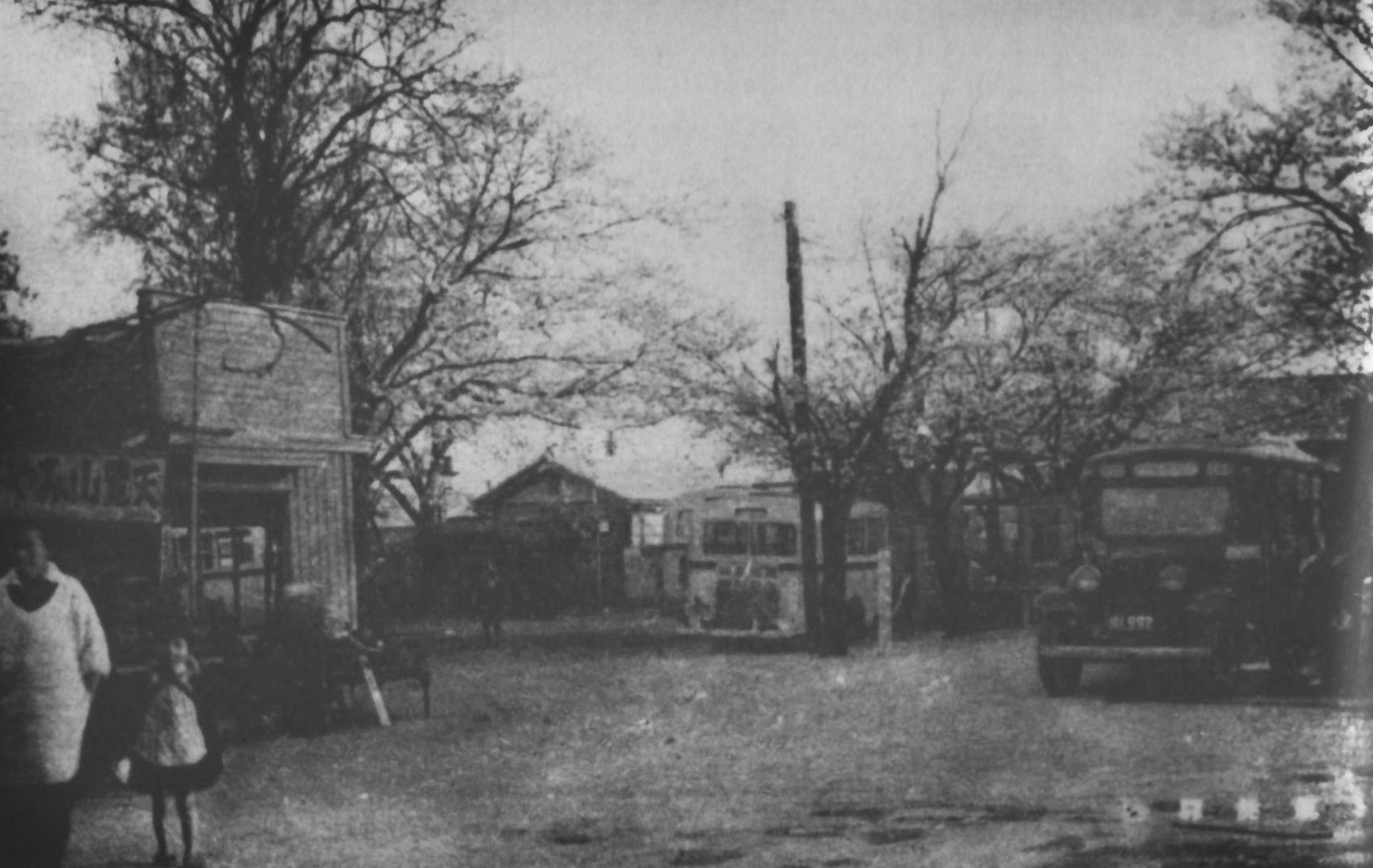
昭和初期の飯能駅前

ある日、羽仁男は飯能駅前で、品のいい初老の外人に羅漢山の場所を聞かれ、道を案内中、商工会議所の前に待ち伏せしていた車に拉致された。目隠しされて約2時間後に到着した場所は洋館の地下室だった。そこにいたのは車に同乗した男2人と、甲虫の薬の実験台の時にいた外人3人と、るり子の愛人だった三国人と、羽仁男に対して申し訳なさそうな顔している第一の依頼者の老人（実は三国人の使用人）だった。
三国人らは本当に秘密組織・ACSのメンバーであった。リーダー格の三国人は、「お前は警察の人間であるのことをここで白状したらよいね」とたどたどしい日本語で言った。彼らは、「命売ります」の広告は自分たちをおびき寄せる罠で、羽仁男をおとり捜査官だと思い込んでいたのだった。
彼らはわざと手下の老人や図書司書の女を使って羽仁男を泳がせ、羽仁男の仲間とおぼしき警察スパイを調べる尾行していたのだった。彼らは、羽仁男がA国大使のためのスパイ活動をした時から羽仁男を警察スパイだと確信し、絶対に捕らえようとやっきになっていたのだった。羽仁男は偽小型爆弾を取り出し、自爆すると脅して彼らを退散させ、別のドアから何とか逃げた。
羽仁男が命からがら町まで来るとそこは青梅市だった。羽仁男は交番に助けを求め、密輸と殺人秘密組織・ACSのことを話すが、住所不定の羽仁男の言うことなど信用してもらえなかった。泣き声で訴える羽仁男に警官は、命を売る奴は刑法を犯していないが人間の屑だと言い放った。羽仁男は留置場にも匿ってももらえず、突き帰された。

## 作品背景
『命売ります』の執筆を始めた1968年（昭和43年）5月前、三島は2月に持丸博ら学生10名と血盟状を作成し、3月には彼らを含む20数名の学生を引率して第1回目の自衛隊体験入隊を陸上自衛隊富士学校滝ヶ原駐屯地で行っており、4月には民間防衛組織・祖国防衛隊（「楯の会」の前身組織）の制服も出来上がっていた時期であった。
『命売ります』を連載するにあたり、三島は以下のような言葉を寄せている。

## 作品評価・研究
『命売ります』の発表当時は、「通俗小説」と見なされたため文壇から注目されなかった。三島の死後も、サービス精神満載の軽快なタッチの娯楽小説で「作者にとっては、楽々と書き流したものであろう」といった松尾瞭に代表される主旨の評価傾向であった。しかし、そういった一般的な評価以外に、その通俗的な作品に込められていた三島の内心の吐露に着目する評価もいくつか現われた。
奥野健男は、『命売ります』の主人公・羽仁男を「作者三島由紀夫の秘められた本心、覚悟が、劇画的ではあるが、仮託された人物」だと捉え、栗栖真人も、三島本来のモチーフ（死へ傾斜する心）が描かれている作品だと解説している。
種村季弘は、『命売ります』のように、純文学作品ではなく、そこに誰も「魂の告白を期待していない」エンタメ系作品にこそ、三島の「本音」が漏らされていたのではないかと推測し、作中後半で、命を狙われ夜の裏町や飯能を逃げ惑う羽仁男を襲う「荒涼たる孤独感」や「寄る辺のない不安」と、その果てに行きつく、一度捨てたはずの「生」への執着、「凡庸な生に対する餓渇に近いあこがれの感情」には、作中の羽仁男の心境というよりも、「小説家三島由紀夫その人の生身の魂の告白が、あからさまに吐露されている」ようにみえると考察している。
島田雅彦は、言動や思想など各方面で「多面的」だった三島が本業の小説において果たした役割も「実に多彩なもの」だったとし、「変態のオンパレード」とも言える「癖のある人間」揃いの作家という職業は、その予測不可能な言動の「意外性」から「芸人の仲間」のようなイメージもあるが、三島の場合はさらに複雑で「一筋縄」では行かず、その「多種多様性」では筆頭の存在であったとしている。
そして島田は、「“純文学”と“大衆文学”の両方に律儀の対応した極めて稀有な作家」である三島の多彩さの一側面であった大衆文学の『命売ります』が大好きだとして、「命を安く投げ出そうと決めたごく普通の若者が、いかにアナーキーになれるか、そういう主人公を利用しようとする人間がどんな悪知恵を絞るか」という、そのストーリーの面白さを説明しながら、『命売ります』がなければ、自作『自由死刑』が生まれなかったことを告白し、「三島由紀夫氏に感謝の念を捧げたい」と述べている。

## ラジオドラマ
- FMシアター『命売ります』（NHK-FM放送）[16]
  - 2016年（平成28年）6月11日（全1回） - 土曜日 22:00 - 22:50
  - 脚色：宇治田隆史。音楽：土井宏紀。演出：福井充広。制作統括：櫻井壮一。技術：宮本和也。音響効果：上温湯大史（名古屋局制作）
  - 出演：中島歩、山田真歩、赤澤ムック、川本麻里那、上田あい、原智彦、山本正成、天野順一朗、宮璃アリ、李承芳、カーター・スティーブン、クリス・マクラフリン、西堀裕美（アナウンサー）

## テレビドラマ
2018年1月13日から、テレビ東京系列のBS放送局・BSジャパンで連続テレビドラマ枠『連続ドラマJ』（毎週土曜21:00 - 21：54）の第2弾として『三島由紀夫 命売ります』のタイトルで放送（第3話以降は原作にはないオリジナルの脚本だが、第1話の依頼人が終盤にかけて再登場する点は共通）。主演は中村蒼。地上波は2018年4月4日（3日深夜）から6月6日（5日深夜）までテレビ東京で放送（毎週水曜の3:25 - 4:18）。

### キャスト

#### レギュラー
- 山田羽仁男（主人公。元広告代理店勤務のコピーライター） -  中村蒼[18]
- 井上薫（高校生。第2話の依頼人） - 前田旺志郎（第2話 -）
- 杉元杏子（喫茶店のマスター） -  YOU
- 宮本（喫茶店の常連客） -  田口浩正

#### ゲスト
複数話登場の場合は演者名の横の括弧（）内に表記。依頼人は☆印
第1話
- 岸宗一郎（実業家の老人）☆ -  田中泯（第1・9・10話）
- 岸るり子（岸の若妻。李の愛人） - 橋本マナミ
- 李正道（裏社会のボス） - 大杉漣

第2話
- 井上薫（高校生）☆ - 前田旺志郎（以降の話からレギュラー）
- 井上八重子（薫の母） - 酒井若菜

第3話
- 木島由紀（看護師）☆ - 谷村美月（第1・2話）
- 城山愛理（医師） - 壇蜜
- 峰岸邦夫（患者） - 森本レオ

第4話
- 宮出詩織（結婚詐欺師） - 松下由樹
- 佐々木郁恵（被害者遺族）☆ ‐ 梅沢昌代
- 山路光輝（被害者遺族）☆ ‐ 松澤一之
- 西尾慎太郎（被害者遺族）☆ ‐ 谷川昭一朗

第5話
- 鎌田浩二（社員）☆ - 大谷亮平
- 堀越貴之（社長） - 山崎銀之丞
- 服部優太（社員） - 矢本悠馬

第6話
- 結城みさと（占い師）☆ - 大地真央

第7話
- バルーン金平（マジシャン） - 津田寛治
- バルーン修平（マジシャン）☆ - 柄本時生
- 春子（修平の婚約者） - 梶原ひかり

第8話
- 丸田雅夫（自殺志願の中年男。ハンドルネーム：シリウス） - 木下隆行
- 莉子（高校生。ハンドルネーム：デスティニー）☆ - 萩原みのり
- 歩美（丸田雅夫の娘） - 南乃彩希（第8・10話）

第9話
- 岸宗一郎（最初の客） - 田中泯
- 鳴海啓（岸宗一郎の部下） - 野間口徹（第9・10話）
- 小沢澄江（猛と幸の母） - 松金よね子
- 小沢幸（小沢澄江の娘） - 平岩紙
- 西井猛（小沢澄江の息子） - 遠藤要

第10話
- 岸宗一郎（最初の客） - 田中泯
- 鳴海啓（岸宗一郎の部下） - 野間口徹
- 歩美（丸田雅夫の娘） - 南乃彩希

### スタッフ
- 脚本 - 小山正太、大林利江子、加藤公平、神田優
- 監督 - 金澤友也、河原瑶（4話・6話）、石井満梨奈（5話）
- ナレーション - 美輪明宏[20]
- OPダンス - 田中泯
- 音楽 - 瀬川英史
- 主題歌 - 人間椅子「命売ります」[19]
- 音楽協力 - テレビ東京ミュージック
- 医療監修 - 山本昌督
- 企画協力 - 京相絵里子
- 殺陣 - 米山勇樹（米山流殺陣術）
- 技術協力 - フォーチュン、サウンドライズ
- 照明協力 - Kカンパニー
- 美術協力 - BEENS
- 音響効果 - メディアハウスサウンドデザイン
- ポスプロ - アムレック、ビーグル
- 編成 - 若尾佳那
- アシスタントプロデューサー - 石井満梨奈、石橋麻衣、室井佳代
- プロデューサー - 森田昇、黒沢淳、金澤友也、河原瑶
- 制作 - BSジャパン、テレパック
- 製作著作 - 「命売ります」製作委員会

### 放送日程
| 話数       | 放送日     | 放送日     | サブタイトル           | ラテ欄                                                                                   | 脚本                | 演出       |
| 話数       | BSジャパン | テレビ東京 | サブタイトル           | ラテ欄                                                                                   | 脚本                | 演出       |
| ---------- | ---------- | ---------- | ---------------------- | ---------------------------------------------------------------------------------------- | ------------------- | ---------- |
| episode.1  | 1月13日    | 4月04日    | 開業。命売ります       | 衝撃結末 怪しい傑作エンタメ! 愛人と2重不倫の果て 男女の究極官能愛                        | 小山正太 大林利江子 | 金澤友也   |
| episode.2  | 1月20日    | 4月11日    | 吸血鬼の館             | 倒錯官能エンタメ! 吸血鬼の女に血を吸われて死ね!? 男女の悲恋の結末は                      | 加藤公平            | 金澤友也   |
| episode.3  | 1月27日    | 4月18日    | 天使すぎる女医         | 倒錯官能エンタメ! 天使かゲスか!? 女医とナース…女の意地と嫉妬の結末                       | 大林利江子          | 金澤友也   |
| episode.4  | 2月03日    | 4月25日    | 平成の毒婦             | 倒錯官能サスペンス! 結婚詐欺 平成の毒婦に殺されてくれ…!? 正体は悪女か美女か!? 愛は本物か | 加藤公平            | 河原瑶     |
| episode.5  | 2月10日    | 5月02日    | ブラック企業の救世主   | 社会の闇ブラック企業を潰せ! 過労死で命を救え!?                                           | 神田優              | 石井満梨奈 |
| episode.6  | 2月17日    | 5月09日    | スランプ気味の預言者   | インチキ占い師の大予言! 美人女の見栄と意地と死…ズバリ言うわよ!?                          | 大林利江子          | 河原瑶     |
| episode.7  | 3月03日    | 5月16日    | 笑うマジシャン         | ギロチン手品師が導く衝撃結末 師匠と弟子の愛と憎しみのラスト!                             | 大林利江子          | 金澤友也   |
| episode.8  | 3月10日    | 5月30日    | 同業者、命安く売ります | 暗黒風刺エンタメ! 自殺を阻止 JK&親父がやり残した約束と小さな願い                         | 神田優              | 金澤友也   |
| episode.9  | 3月17日    |            | 惨めな生               | 涙の過去に縛られる惨めな家族と 狂気の依頼者再び                                          | 大林利江子          | 金澤友也   |
| episode.10 | 3月24日    | 6月06日    | 生と云う絶望           | 生きるとは絶望か… 暖かい命と狂気の衝撃結末                                               | 小山正太            | 金澤友也   |

| BSジャパン 連続ドラマJ                               | BSジャパン 連続ドラマJ                            | BSジャパン 連続ドラマJ             |
| 前番組                                               | 番組名                                            | 次番組                             |
| ---------------------------------------------------- | ------------------------------------------------- | ---------------------------------- |
| 浅田次郎 プリズンホテル （2017年10月7日 - 12月16日） | 三島由紀夫 命売ります （2018年1月13日 - 3月24日） | 噂の女 （2018年4月14日 - 6月23日） |

## 舞台化
- 2018 PARCO PRODUCE“三島×MISHIMA”『命売ります』[22]
  - 2018年（平成30年）11月24日 – 12月9日 東京・サンシャイン劇場
  - 同年12月22日 大阪・森ノ宮ピロティホール
  - 演出・脚本：ノゾエ征爾
  - 出演：東啓介、上村海成、馬渕英里何、莉奈、樹里咲穂、家納ジュンコ、市川しんぺー、平田敦子、川上友里、町田水城、ノゾエ征爾、不破万作、温水洋一

## おもな刊行本
- 『命賣ります』（集英社、1968年12月25日） NCID BN10993944
  - カバー絵：THE PRINT MINT。紙装。ビニールカバー。フランス装。黒色帯。229頁。本文中、挿絵4葉（横山明）。
- 『命賣ります』（集英社・コンパクト・ブックス、1970年5月25日）
  - カバー絵：ジョルジュ・ブラック「ギター演奏家」。紙装。赤色帯。本文中、挿絵4葉（横山明）。
  - カバー（裏）に著書肖像写真、略歴。
- 文庫版『命売ります』（集英社文庫、1979年11月25日）
  - カバー装幀：毛利彰。解説：奥野健男
- 文庫版『命売ります』（ちくま文庫、1998年2月24日）
  - 装幀：安野光雅。カバー装画：山本容子。カバーデザイン：渡辺和雄
  - 解説：種村季弘「三島由紀夫の全能と無能」
- 英文版『Life for Sale』（ペンギン・ブックス、2019年8月）ISBN 978-0241333143
  - 翻訳：Stephen Dodd

### 全集収録
- 『三島由紀夫全集16巻（小説XVI）』（新潮社、1974年8月25日）
  - 装幀：杉山寧。四六判。背革紙継ぎ装。貼函。
  - 月報：高梨豊「写真記」。《評伝・三島由紀夫 16》佐伯彰一「伝記と評伝（その7）」。《同時代評から 16》虫明亜呂無「『鏡子の家』などをめぐって」
  - 収録作品：「三島由紀夫レター教室」「夜会服」「命売ります」
  - ※ 同一内容で豪華限定版（装幀：杉山寧。総革装。天金。緑革貼函。段ボール夫婦外函。A5変型版。本文2色刷）が1,000部あり。
- 『決定版 三島由紀夫全集12巻 長編12』（新潮社、2001年11月9日）
  - 装幀：新潮社装幀室。装画：柄澤齊。四六判。貼函。布クロス装。丸背。箔押し2色。
  - 月報：［「創作ノート」の楽しみ2］佐藤秀明「風景描写の醍醐味」。［小説の創り方12］田中美代子「行動のゆくえ（「複雑な彼」「命売ります」）」
  - 収録作品：「複雑な彼」「命売ります」